# Drübeck
Drübeck is een ortsteil van de Duitse stad Ilsenburg (Harz) in de deelstaat Saksen-Anhalt. Kläden was tot 1 juli 2009 een zelfstandige gemeente in de Landkreis Harz.

## Bezienswaardigheden
- Sint-Bartholomeüskerk
- Klooster Drübeck